# Wii Fit Plus
Wii Fit Plus es un videojuego creado por Nintendo. 

## Características
Es la versión mejorada de Wii Fit y también hace uso del Wii Balance Board.
En el E3 del año 2009 se anunció que Wii Fit Plus contará con seis nuevos ejercicios de yoga, seis nuevos ejercicios de tonificación y quince nuevos juegos de equilibrio.
Otras nuevas características adicionales son la incorporación de un contador de calorías consumidas y la creación de regímenes alimentarios. Los usuarios podrán navegar más rápidamente entre los distintos ejercicios evitando largas pausas entre ejercicios.